# Pelomus psammophilus
Pelomus psammophilus är en tvåvingeart som beskrevs av Trivinho-strixino och Strixino 2008. Pelomus psammophilus ingår i släktet Pelomus och familjen fjädermyggor. Inga underarter finns listade i Catalogue of Life.